# Летреј
Летреј је у грчкој митологији био оснивач Летрине.

## Митологија
Паусанија га дефинише као сина Пелопа и Хиподамије и оснивача Летрине на западној обали Пелопонеза у Елиди.